# Kalamaria
Kalamaria (gr. Καλαμαριά) – miasto w Grecji, w administracji zdecentralizowanej Macedonia-Tracja, w regionie Macedonia Środkowa, w jednostce regionalnej Saloniki. Stanowi gminę Kalamaria. W 2011 roku liczyło 91 518 mieszkańców. Położone na obrzeżach Salonik. Ośrodek przemysłu spożywczego.

## Miasta partnerskie
- Saranda, Albania
- Dimitrowgrad, Bułgaria
- Pafos, Cypr
- Clearwater, Stany Zjednoczone
- Liptowski Mikułasz, Słowacja